# جاكوب بيلي مور
جاكوب بيلي مور (بالإنجليزية: Jacob Bailey Moore)‏ هو أمين مكتبة وصحفي ومؤرخ أمريكي، ولد في 31 أكتوبر 1797 في نيويورك في الولايات المتحدة، وتوفي في 1 سبتمبر 1853.